# Mustapha Mechahouri
 (octobre 2024).
Si vous disposez d'ouvrages ou d'articles de référence ou si vous connaissez des sites web de qualité traitant du thème abordé ici, merci de compléter l'article en donnant les références utiles à sa vérifiabilité et en les liant à la section « Notes et références ».
Mustapha Mechahouri est né le 16 mai 1947 à El Ksiba au Maroc. Il est ministre marocain du Commerce Extérieur dans le Gouvernement Driss Jettou. Il est actuellement le maire de la ville de El Ksiba.

## Biographie
Mechahouri fait ses études secondaires au Lycée Mohammed V à Casablanca et obtient une licence es-sciences économiques de la Faculté de Droit de Rabat en 1970.
Jusqu'à sa nomination en tant que Ministre du Commerce Extérieur, Mustapha occupe la fonction de Secrétaire Général de la Caisse de dépôt et de gestion (ou CDG) depuis décembre 1995.
Mechahouri a intégré la CDG en 1970 et à la suite d'un passage à la Direction Financière, il sera nommé en 1974 Directeur de la Caisse Nationale de Retraites et d'Assurances. Durant les vingt années passées à la tête de la Direction de la prévoyance sociale de la CDG, il entreprit l'étude et la création du :
- 1977 : Régime Collectif d'Allocation de Retraite (ou RCAR)
- 1988 : système de retraite complémentaire RECORE
- 1991 : de la Caisse de retraites des avocats du Maroc
- 1994 : de la Caisse de retraites des parlementaires
- 1995 : de Addaman-Al-Hirafi
- 1996 : projet de Addaman-Al-Bahri

Mechahouri effectue plusieurs missions et stages auprès des caisses de dépôt du Canada et de France.
En 1995, à la demande du Bureau International du Travail et de la Banque Mondiale, il mène une étude sur la restructuration et la mise à niveau de la Caisse nationale de sécurité sociale du Congo Brazzaville.
Mustapha occupe le poste du secrétaire général de l'Association Ahmed Hansali des provinces de Beni Mellal et Azilal.
Le 12 juin 2009, il est élu conseiller lors des élections communales de 2009. Il est élu par la suite maire de la ville.

## Décoration
- Mustapha Mechahouri est décoré du Wissam de mérite " Classe exceptionnelle ".

## Source
- Site du premier ministre